# Estación de Alcobendas-San Sebastián de los Reyes
Alcobendas-San Sebastián de los Reyes es una estación de ferrocarril de carácter subterráneo, perteneciente a la línea C-4 de Cercanías Madrid y ubicada bajo la Avenida de España, vía que comparten los municipios de Alcobendas y San Sebastián de los Reyes durante un tramo de más de 500 m perteneciendo cada acera a un municipio.
Su tarifa corresponde a la zona B1 según el Consorcio Regional de Transportes.

## Situación ferroviaria
La estación está situada en el punto kilométrico 8,1 de la línea férrea de ancho ibérico Cantoblanco-Alcobendas.

## Historia
Desde la década de 1970 los municipios de Alcobendas y San Sebastián de los Reyes han visto varios proyectos fallidos de introducción del ferrocarril en el conjunto de ambas localidades, que históricamente tienen sus cascos urbanos separados por una avenida. A finales de la década de 1990 se aprobó definitivamente un proyecto que permitiría dotar de ferrocarril al municipio mediante una ramificación de doble vía electrificada del «directo de Burgos» que partiera de la variante de Cantoblanco. Este ramal circulaba en superficie hasta el inicio del casco urbano de Alcobendas, donde se volvía subterráneo hasta llegar a la Avenida de España, que traza la línea divisoria de ambos municipios y está equidistante de los centros urbanos.
El proyecto contemplaba la denominación Avenida de España para la estación, pero al final se optó por nombrarla con los dos municipios a los que sirve, creando un nombre compuesto que sólo figura en planos y cartelería de la estación, ya que los letreros luminosos de los trenes no tienen capacidad para todas las letras, figurando como ALCOB-SSREYE" o "ALCOB-SS.REY"
Así, finalmente, el ramal del que forma parte la estación se abrió al público en 2001 y se integró en la línea C-1 de Cercanías Madrid, lo que comunica directamente con la Universidad Autónoma de Madrid, el norte, centro y sureste de Madrid y los municipios que forman el Corredor del Henares.
Tras la apertura del segundo túnel entre Atocha-Cercanías y Chamartín deja de prestar servicio en esta estación la línea C-1 para hacerlo la línea C-4.

## Accesos
- Avda. España, pares - Alcobendas Avenida de España, 52
- Ascensor Avenida de España, 52
- Avda. España, impares - San Sebastián de los Reyes Avenida de España, 56
- Ascensor Avenida de España, 56 esquina Avenida de la Sierra

## Servicios ferroviarios

### Cercanías
| procedencia/destino | < estación | línea | estación >      | destino/procedencia |
| ------------------- | ---------- | ----- | --------------- | ------------------- |
| terminal            | terminal   |       | Valdelasfuentes | Parla               |

## Conexiones

### Autobuses
| Diurnos |                                                      |                                                 |                |
| Línea   | Destino                                              | Parada                                          | Operador       |
| 2       | La Moraleja                                          | 10614 Av. España - Est. Alcobendas - S.S. Reyes | Empresa Montes |
| 9       | Arroyo de la Vega                                    | 10614 Av. España - Est. Alcobendas - S.S. Reyes | Interbus       |
| 11      | Circular de Alcobendas (> La Moraleja)               | 10614 Av. España - Est. Alcobendas - S.S. Reyes | Interbus       |
| 4       | Polideportivo Moscatelares                           | 12730 Av. Sierra - Est. Alcobendas - S.S. Reyes | Interbus       |
| 7       | Circular (Estación FFCC > Polígonos > Estación FFCC) | 12730 Av. Sierra - Est. Alcobendas - S.S. Reyes | Interbus       |

| Diurnos |                                          |                                                 |                |
| Línea | Destino                                  | Parada                                          | Operador       |
| 827A | Universidad Autónoma                     | 10610 Av. España - Est. Alcobendas - S.S. Reyes | Empresa Montes |
| 151 | Madrid (Plaza de Castilla)               | 10614 Av. España - Est. Alcobendas - S.S. Reyes | Interbus       |
| 158 | San Sebastián de los Reyes (Tempranales) | 10614 Av. España - Est. Alcobendas - S.S. Reyes | Interbus       |
| 180 | Algete                                   | 10614 Av. España - Est. Alcobendas - S.S. Reyes | Interbus       |
| 191 | Buitrago del Lozoya                      | 10614 Av. España - Est. Alcobendas - S.S. Reyes | ALSA           |
| 193 | Pedrezuela - El Vellón                   | 10614 Av. España - Est. Alcobendas - S.S. Reyes | ALSA           |
| 827 | Madrid (Canillejas)                      | 10614 Av. España - Est. Alcobendas - S.S. Reyes | Empresa Montes |
| 828 | Madrid (Canillejas)                      | 10614 Av. España - Est. Alcobendas - S.S. Reyes | Empresa Montes |
| 158 | Madrid (Pinar de Chamartín)              | 12730 Av. Sierra - Est. Alcobendas - S.S. Reyes | Interbus       |
| Nocturnos |                                          |                                                 |                |
| Línea | Destino                                  | Parada                                          | Operador       |
| N101 | Alcobendas / Madrid (Plaza de Castilla)C | 10614 Av. España - Est. Alcobendas - S.S. Reyes | Interbus       |
| C La línea N101 funciona como línea circular, por lo que en la misma parada se puede tomar el autobús tanto para dirigirse a Alcobendas como para dirigirse a Madrid. |                                          |                                                 |                |